# Płoty (gmina)
Płoty est une gmina mixte du powiat de Gryfice, Poméranie-Occidentale, dans le nord-ouest de la Pologne. Son siège est la ville de Płoty, qui se situe environ 13 km au sud de Gryfice et 63 km au nord-est de la capitale régionale Szczecin.
La gmina couvre une superficie de 238,79 km2 pour une population de 8 957 habitants en 2016.

## Géographie
Outre la ville de Płoty, la gmina inclut les villages de Bądkowo, Bucze, Charnowo, Czarne, Dąbie, Dalimierz, Darszyce, Dobiesław, Gardomino, Gościejewo, Gostyń Łobeski, Gostyński Bród, Jarzysław, Karczewie, Kłodno, Kobuz, Kocierz, Kopaniny, Krężel, Łęczna, Lisowo, Łowiska, Luciąża, Lusowo, Makowice, Makowiska, Mechowo, Modlimowo, Natolewice, Natolewiczki, Ostrobodno, Pniewko, Pniewo, Potuliniec, Słudwia, Sowno, Truskolas, Wicimice, Wicimiczki, Wilczyniec, Wyszobór, Wyszogóra et Wytok.
La gmina borde les gminy de Brojce, Golczewo, Gryfice, Nowogard, Resko et Rymań.